# Moj dom (pjesma)
Moj dom pjesma je Silvija Strahimira Kranjčevića. Jedna je od najpoznatijih hrvatskih domoljubnih pjesama.

## Tekst pjesme
Ja domovinu imam; tek u srcu je nosim,
I brda joj i dol;
Gdje raj da ovaj prostrem, uzalud svijet prosim,
I... gutam svoju bol!
I sve što po njoj gazi, po mojem srcu pleše,
Njen rug je i moj rug;
Mom otkinuše biću sve njojzi što uzeše,
I ne vraćaju dug.
Ja nosim boštvo ovo - ko zapis čudotvorni,
Ko žića zadnji dah;
I da mi ono pane pod nokat sverazorni,
Ja past ću utoma.
Ah, ništa više nemam; to sve je što sam spaso,
A spasoh u tom sve,
U čemu vijek mi negda vas srećan se je glaso
Kroz čarne, mlade sne!
Kroz požar, koji suklja da oprži mi krila,
Ja obraz pronijeh njen;
Na svojem srcu grijem već klonula joj bila
I ljubim njenu sjen.
I kralje iznijeh njene i velike joj bane,
Svih pradjedova prah,
Nepogažene gore i šaren-đulistane
I morske vile dah.
... Ja domovinu imam; tek u grud sam je skrio
I bježat moram svijet;
U vijencu mojih sanja već sve je pogazio,
Al' ovaj nije cvijet.
On vreba, vreba, vreba... a ja je grlim mûkom
Na javi i u snu,
I preplašen se trzam i skrbno pipam rukom:
O, je li jošte tu?!
Slobode koji nema taj o slobodi sanja,
Ah, ponajljepši san;
I moja žedna duša tom sankom joj se klanja
I pozdravlja joj dan.
U osamničkom kutu ja slušam trubu njenu
I krunidbeni pir,
I jedro gdje joj bojno nad šumnu strmi pjenu
U pola mora šir!
Sve, cvjetno kopno ovo i veliko joj more
Posvećuje mi grud;
Ko zvijezda sam na kojoj tek njeni dusi zbore,
I... lutam kojekud.
Te kad mi jednom s dušom po svemiru se krene,
Zaorit ću ko grom:
O, gledajte ju divnu, vi zvijezde udivljene,
To moj je, moj je dom!

## Analiza
Ova je pjesma lirska domoljubna pjesma sa snažnim osjećajima. Ton pjesme vrlo je zanosan. Pjesma završava snažnim osjećajem ponosa.